# Campostichomma
Campostichomma là một chi nhện trong họ Zorocratidae.

## Các loài
Theo phân loại của The World Spider Catalog tính đến  tháng 5 năm 2018:
- Campostichomma alawala Polotow & Griswold, 2017 – Sri Lanka
- Campostichomma harasbedda Polotow & Griswold, 2017 – Sri Lanka
- Campostichomma manicatum Karsch, 1892 (type species) – Sri Lanka
- Campostichomma mudduk Polotow & Griswold, 2017 – Sri Lanka